# Marsilio (personaggio)
Marsilio di Saragozza è un personaggio letterario che compare in molti poemi e cantari cavallereschi. È il capo dei Saraceni di Spagna che si oppongono a Carlo Magno.

## Biografia
Il suo albero genealogico, anche se si tratta di figura fittizia, è già noto e articolato fra i cantori: sua moglie è Bramimonda, sua figlia Fiordispina, suo figlio Matalista, mentre Follicone è un altro suo figlio ma illegittimo. Balugante e Falsirone (personaggi ricorrenti nei poemi) sono suoi fratelli. Marsilio ha tre nipoti: Ferraù, Isolieri e Serpentino. È anche cognato di Carlo Magno, dacché è fratello di sua moglie Galerana. I fatti successivi sono a metà tra letteratura e storia. Si possono trovare (molto romanzati) nella Spagna e nella Chanson de Roland.
Marsilio compare nei seguenti poemi:
- Chanson de Roland forse di Turoldo
- Entrée d'Espagne
- Vita Karoli di Eginardo (cronaca)
- La Spagna (poema)
- Morgante di Luigi Pulci
- Orlando innamorato di Matteo Maria Boiardo
- Orlando furioso di Ludovico Ariosto

Nell’Orlando innamorato e nel Furioso si allea coi Mori d'Africa di Agramante e con Gradasso per sconfiggere i Franchi; ma quando Agramante infrange un sacro patto fatto con Carlo, Marsilio capisce che le cose per lui si mettono male e se ne torna in Spagna.
Secondo la Chanson e la Spagna, Marsilio, già gravemente ferito, muore di dolore nel vedere Saragozza in mano a Carlo, mentre secondo Pulci viene impiccato dai Franchi con Falsirone.